# Juan Gabriel Patiño
Juan Gabriel Patiño Martínez (Pirayú, 29 novembre 1989) è un calciatore paraguaiano, difensore dello Sportivo Ameliano.

## Caratteristiche tecniche
È un difensore centrale.

## Carriera

### Nazionale
Il 5 settembre 2015 ha debuttato con la nazionale paraguaiana in occasione dell'amichevole persa 3-2 contro il Cile.

## Statistiche

### Cronologia presenze e reti in nazionale
| Cronologia completa delle presenze e delle reti in nazionale ― Paraguay | Cronologia completa delle presenze e delle reti in nazionale ― Paraguay | Cronologia completa delle presenze e delle reti in nazionale ― Paraguay | Cronologia completa delle presenze e delle reti in nazionale ― Paraguay | Cronologia completa delle presenze e delle reti in nazionale ― Paraguay | Cronologia completa delle presenze e delle reti in nazionale ― Paraguay | Cronologia completa delle presenze e delle reti in nazionale ― Paraguay | Cronologia completa delle presenze e delle reti in nazionale ― Paraguay |
| Data                                                                    | Città                                                                   | In casa                                                                 | Risultato                                                               | Ospiti                                                                  | Competizione                                                            | Reti                                                                    | Note                                                                    |
| ----------------------------------------------------------------------- | ----------------------------------------------------------------------- | ----------------------------------------------------------------------- | ----------------------------------------------------------------------- | ----------------------------------------------------------------------- | ----------------------------------------------------------------------- | ----------------------------------------------------------------------- | ----------------------------------------------------------------------- |
| 5-9-2015                                                                | Santiago del Cile                                                       | Cile                                                                    | 3 – 2                                                                   | Paraguay                                                                | Amichevole                                                              | -                                                                       | 61’                                                                     |
| 15-11-2016                                                              | La Paz                                                                  | Bolivia                                                                 | 1 – 0                                                                   | Paraguay                                                                | Qual. Mondiali 2018                                                     | -                                                                       |                                                                         |
| 2-6-2017                                                                | Rennes                                                                  | Francia                                                                 | 5 – 0                                                                   | Paraguay                                                                | Amichevole                                                              | -                                                                       | 46’                                                                     |
| Totale                                                                  |                                                                         | Presenze                                                                | 3                                                                       |                                                                         | Reti                                                                    | 0                                                                       |                                                                         |